# Eustrotiinae
Die Eustrotiinae sind eine Unterfamilie der Schmetterlinge aus der Familie der Eulenfalter (Noctuidae). Die Unterfamilie umfasst rund 200 Arten.

## Merkmale
Die Falter sind relativ klein bis mittelgroß und haben eine Flügelspannweite von etwa 15 bis 40 Millimeter, die meisten Arten sind nur 15 bis 25 Millimeter groß. Die Flügel sind relativ breit mit einem gerundeten Apex. Die Vorderflügel sind meist bunt gefärbt und deutlich gezeichnet. Gewöhnlich sind alle Querlinien und Makel entwickelt. Die Flügeladern R3 und R4 sind ungefähr gleich lang. Die Hinterflügel sind dagegen einheitlich gefärbt und oft grau. Die Ader M2 ist oft vorhanden, jedoch etwas verkürzt im Vergleich zu M3. Sie trifft die Zelle ungefähr auf 3/4 der Länge der Zelle.
Die Antennen sind bei den Männchen ziliat, bei den Weibchen büschelförmig mit wenigen Borsten. Die Stirn ist glatt und gerundet, die Labialpalpen kurz und mehr oder weniger nach oben gebogen. Das zweite Segment ist dabei zwei- bis dreimal länger als das dritte, zylinderförmige Segment. Die Tibia weisen keine Sporne auf. Der Hinterleib weist gewöhnlich ein bis vier Rückenkämme auf, die auf den Segment eins bis fünf sitzen.
Die Raupen haben drei SV-Setae auf dem ersten Hinterleibssegment.

## Geographisches Vorkommen und Lebensraum
Die Arten der Unterfamilie kommen weltweit vor; die meisten Gattungen sind jedoch in den Tropen beheimatet. Die Arten leben in sehr unterschiedlichen Lebensräume, jedoch eher in offenen Bereichen, wo die Nahrungspflanzen der Raupen wachsen.

## Lebensweise
Die Falter fliegen meist während des Tages im Sonnenschein, aber auch nachts. Sie werden von künstlichen Lichtquellen angezogen. Die Raupen vieler Arten sind oligophag und fressen bevorzugt an krautigen Pflanzen, insbesondere an Süßgräsern (Poaceae) und Sauergrasgewächsen (Cyperaceae).

## Systematik
Die Eustrotiinae wurden häufig in die Acontiinae mit einbezogen, jedoch von Fibiger & Lafontaine (2005) als selbständige Unterfamilie interpretiert. Der systematische Umfang ist sehr unsicher. In der Datenbank "Butterflies and Moths of the World - Generic Names and their Type-species" des Natural History Museum London ist die Gattungsgruppe um Eublemma mit einbezogen. Diese Gruppe wird von Kravchenko et al. (2007) als eigene Unterfamilie Eublemminae betrachtet. Die Eustrotiinae sind wahrscheinlich paraphyletisch. Nur europäische Arten werden gelistet (nach Fibiger et al. (2009).)
- Acontiola Staudinger, 1900
  - Acontiola lascivalis (Lederer, 1855)
  - Acontiola moldavicola (Herrich-Schäffer, 1851)
- Amiana Dyar, 1904
- Argillophora Grote, 1873
- Capis Grote, 1882
- Cerathosia Smith, 1887
- Cobubatha Walker, 1863
- Deltote Reichenbach, 1817
  - Silbereulchen (Deltote bankiana)
  - Buschrasen-Grasmotteneulchen (Deltote deceptoria)
  - Ried-Grasmotteneulchen (Deltote uncula)
- Maliattha Walker, 1863
- Marimatha Walker, 1865
- Neotarache arnes & Benjamin, 1922
- Neustrotia Sugi in Inoue & Kawabe, 1982
- Ozarba Walker, 1865
- Phoenicophanta Hampson, 1910
- Phyllophila Guenee, 1852
  - Phyllophika obliterata (Rambur, 1833)
- Protodeltote Ueda, 1984 (wird von Fibiger et al. (2009) als Untergattung von Deltote Reichenbach, 1817 betrachtet; ist eine selbständige Gattung in Lafontaine & Schmidt (2010))
  - Waldrasen-Grasmotteneulchen (Protodeltote pygrga)
- Eulocastra Butler, 1886
- Pseudozarba Warren, 1913
  - Pseudozarba bipartita (Herrich-Schäffer, 1850)
- Thalerastria Staudinger, 1897
  - Thalerastria diaphora (Staudinger, 1879)
  - Thalerastria lehmanni Hoppe & Fibiger, 2009
- Tripudia Grote, 1877
- Wittstrotia Speidel & Behounek, 2005